# Makoto Rindo
Makoto Rindo (født 21. november 1989) er en japansk fodboldspiller, som spiller for den japanske fodboldklub Ehime FC.